# Desmonemoura brevis
Desmonemoura brevis är en bäcksländeart som beskrevs av Mike D. Picker och Stevens 1999. Desmonemoura brevis ingår i släktet Desmonemoura och familjen Notonemouridae. Inga underarter finns listade i Catalogue of Life.